# Fractura de Goyrand-Smith
La fractura de Goyrand-Smith o fractura de Smith (o fractura de Colles invertida) és una fractura del radi distal. Es produeix per un cop directe a l'avantbraç dorsal o per caiguda sobre els canells flexionats, en oposició a una fractura de Colles que es produeix com a conseqüència de caure als canells en extensió. Les fractures de Smith són menys freqüents que les de Colles.
El fragment de fractura distal es desplaça de forma volar (ventral), en oposició a una fractura de Colles que el fragment es desplaça dorsalment. Depenent de la gravetat de l'impacte, pot haver-hi un o diversos fragments i pot implicar o no la superfície articular de l'articulació del canell.